# Villa de l'Ermitage
La villa de l'Ermitage est une voie du 20e arrondissement de Paris, en France.

## Situation et accès
La villa de l'Ermitage est une voie située dans le 20e arrondissement de Paris. Elle débute au 12, rue de l'Ermitage et se termine au 315, rue des Pyrénées.

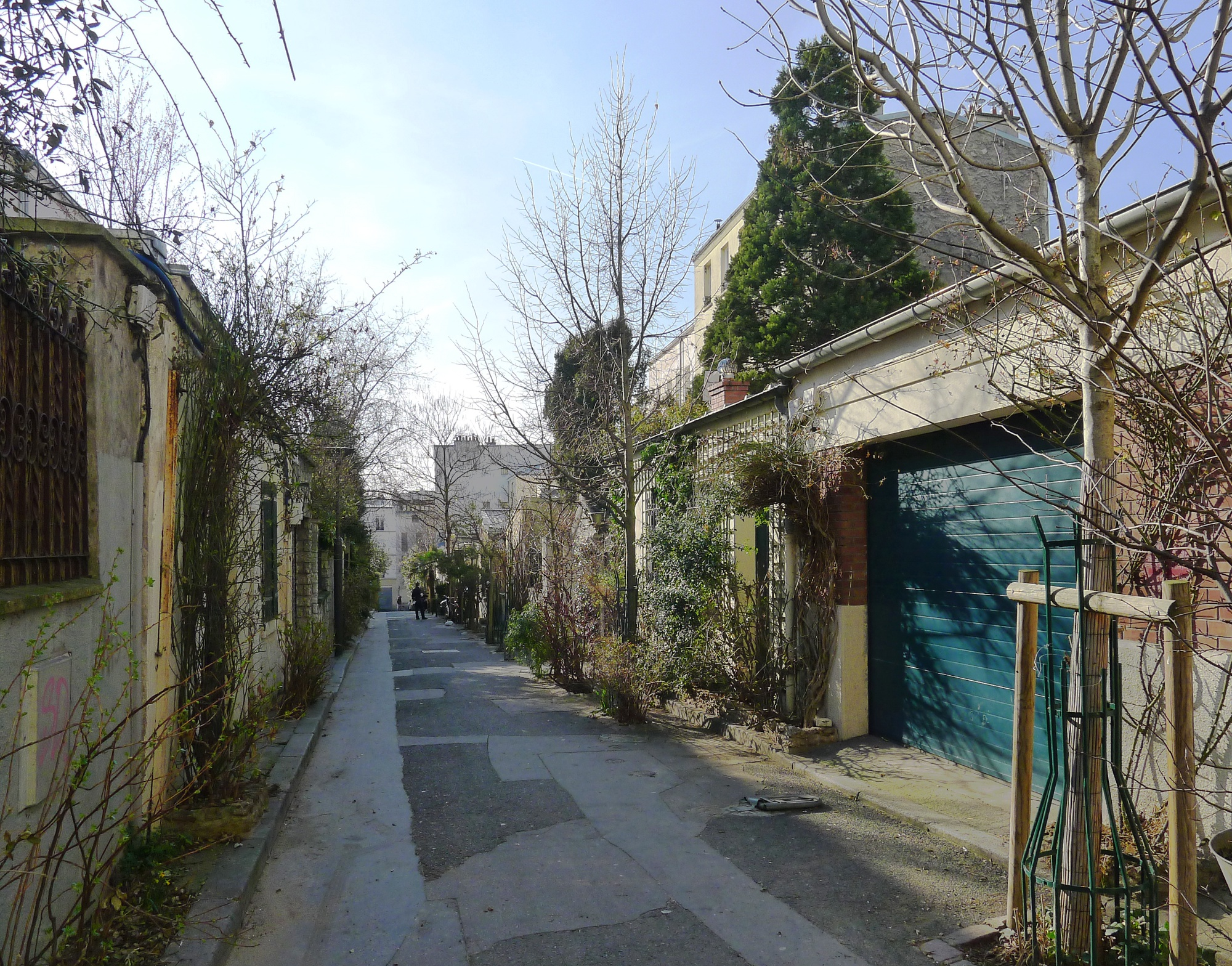
Partie lotie vue du haut.
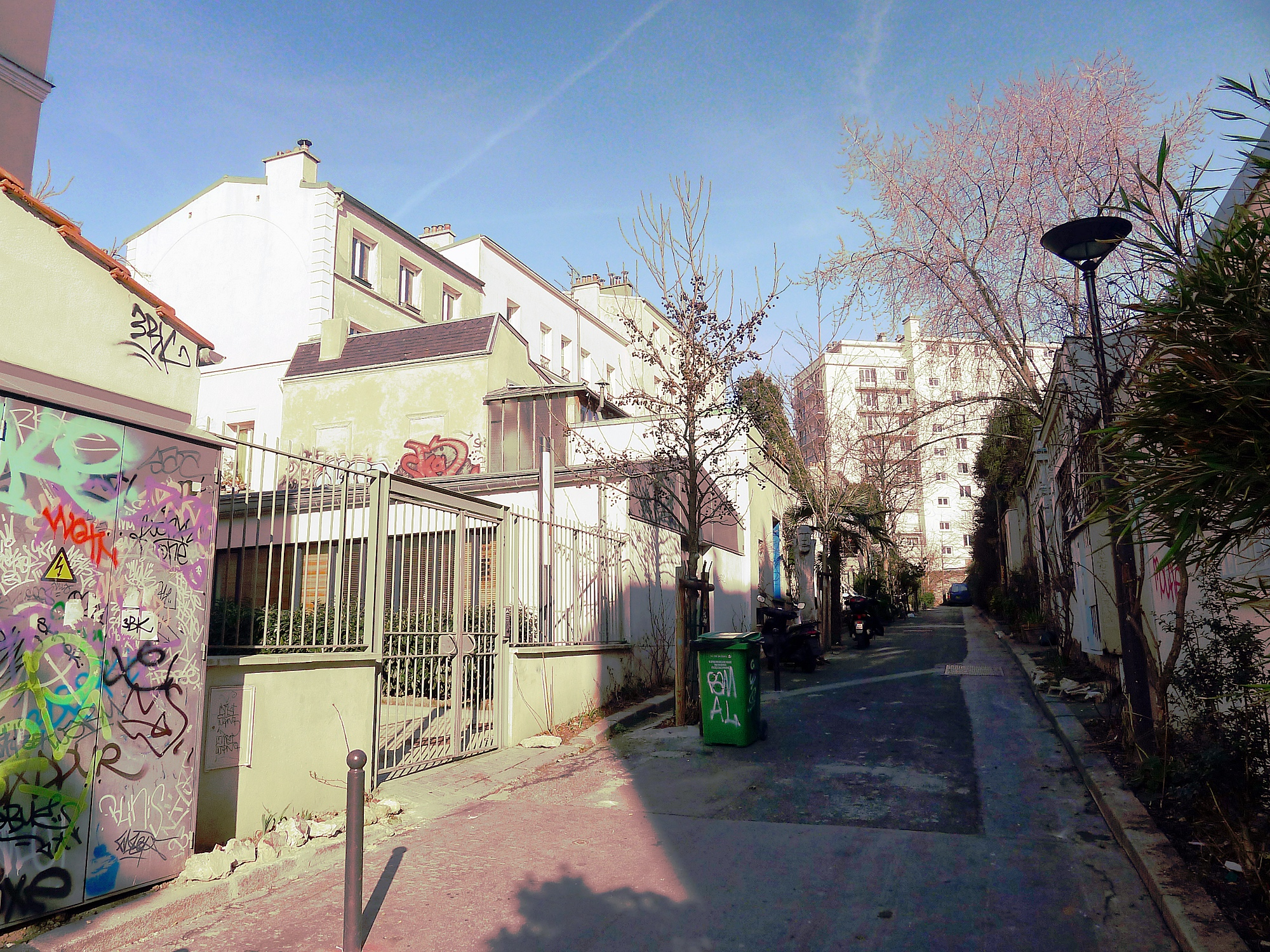
Partie lotie vue du bas.

## Origine du nom
Elle porte ce nom en raison du voisinage de la rue de l'Ermitage.

## Historique
Elle est indiquée sur le cadastre de la commune de Belleville, dressé en 1812.
Après le rattachement de cette commune à Paris par la loi du 16 juin 1859, la villa de l'Ermitage et une partie de l'ancien passage de l'Est fusionnent par un arrêté préfectoral du 1er février 1877.
Elle est ouverte à la circulation publique par un arrêté du 23 juin 1959.